# Diócesis de Aguleri
La diócesis de Aguleri (en latín: Dioecesis Aguleriensis y en inglés: Roman Catholic Diocese of Aguleri) es una circunscripción eclesiástica de la Iglesia católica en Nigeria. Se trata de una diócesis latina, sufragánea de la arquidiócesis de Onitsha. Desde el 12 de febrero de 2023 su obispo es Denis Chidi Isizoh.

## Territorio y organización
La diócesis tiene 1388 km² y extiende su jurisdicción sobre los fieles católicos de rito latino residentes en el estado de Anambra en las áreas de gobierno local de: Anambra East, Anambra West, Ayamelum y Oyi.
La sede de la diócesis se encuentra en la ciudad de Aguleri, en donde se halla la Catedral de San José.
En 2023 en la diócesis existían 63 parroquias.

## Historia
La diócesis fue erigida por el papa Francisco el 12 de febrero de 2023, obteniendo el territorio de la arquidiócesis de Onitsha.

## Estadísticas
Según el Boletín de la Santa Sede la diócesis tenía en 2023 un total de 357 965 fieles bautizados.
| Año                                                                             | Población            | Población | Población      | Sacerdotes | Sacerdotes    | Sacerdotes    | Bautizados por sacerdote | Diáconos permanentes | Religiosos | Religiosos | Parroquias |
| Año                                                                             | Bautizados católicos | Total     | % de católicos | Total      | Clero secular | Clero regular | Bautizados por sacerdote | Diáconos permanentes | Varones    | Mujeres    | Parroquias |
| ------------------------------------------------------------------------------- | -------------------- | --------- | -------------- | ---------- | ------------- | ------------- | ------------------------ | -------------------- | ---------- | ---------- | ---------- |
| 2023                                                                            | 357 965              | 1 857 060 | 19.3           | 120        | 113           | 7             | 2983                     |                      | 13         | 310        | 63         |
| Fuente: Catholic-Hierarchy, que a su vez toma los datos del Anuario Pontificio. |                      |           |                |            |               |               |                          |                      |            |            |            |

## Episcopologio
- Denis Chidi Isizoh, desde el 12 de febrero de 2023